# 小灯笼草
小灯笼草（学名：Kalanchoe gracilis），又名大还魂，为景天科灯笼草属下的一个种。其种加词来源于拉丁文“gracilis”，意为“纤细的”。